# Герберт Буц
Герберт Буц (нім. Herbert Buhtz, 12 квітня 1911 — 7 червня 2006) — німецький академічний веслувальник.
Срібний призер Олімпійських Ігор 1932 року в складі парної двійки.
Чемпіон Європи 1938 року в складі вісімки, срібний призер 1937 року в складі вісімки.